# Tuberculum dentis

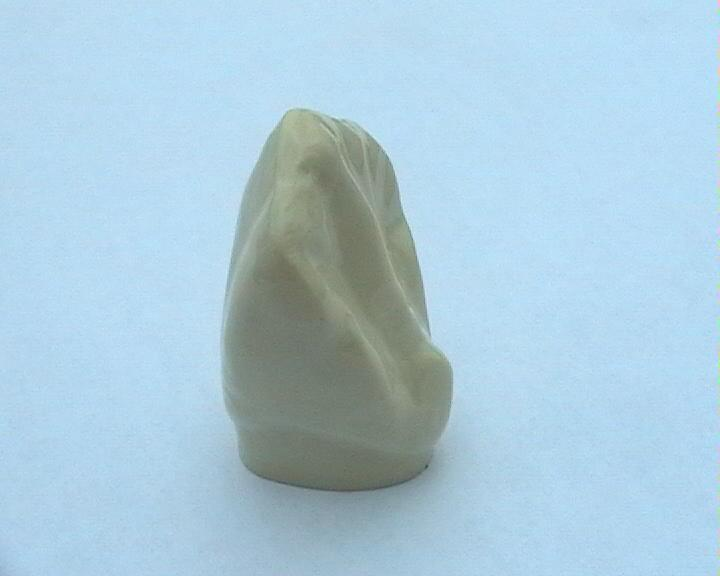
Auf der palatinalen Fläche der Eckzahnkrone ist deutlich das Tuberculum dentis zu erkennen.

Das Tuberculum dentis (von lat. tuber „Höcker“ und dens „Zahn“) ist ein kleiner Höcker auf der palatinalen Fläche der oberen Eck- und Schneidezähne. Es liegt mittig zwischen den Randleisten (Cingulum) und reicht etwa vom Zahnhals bis zur Zahnkronenmitte.
In der dort entstehenden Einziehung kann ein Foramen caecum dentis liegen.
Im Extremfall kann das Tuberculum dentis bei Eckzähnen so ausgeprägt sein, dass man von einer Prämolarisation spricht.